# Terapia non direttiva
La Terapia non direttiva o Terapia centrata sul cliente, formulata da Carl Rogers, è una forma di psicoterapia che si basa su una teoria della personalità (la psicologia umanistica) secondo la quale l'individuo tende all'autorealizzazione, e struttura il proprio Sé ricercando un accordo tra la valutazione-accettazione dei valori suggerita dall'esterno e quelli conformi alla richiesta di autorealizzazione.
Secondo tale approccio, l'accettazione di comportamenti impropri (ovvero incongruenti col sistema di valori rivolti all'autorealizzazione del soggetto) sarebbe causa del disagio che motiva il ricorso alla terapia, la quale ha lo scopo di rivitalizzare le naturali capacità di autoregolazione del cliente.